# Herbert J. Carlisle

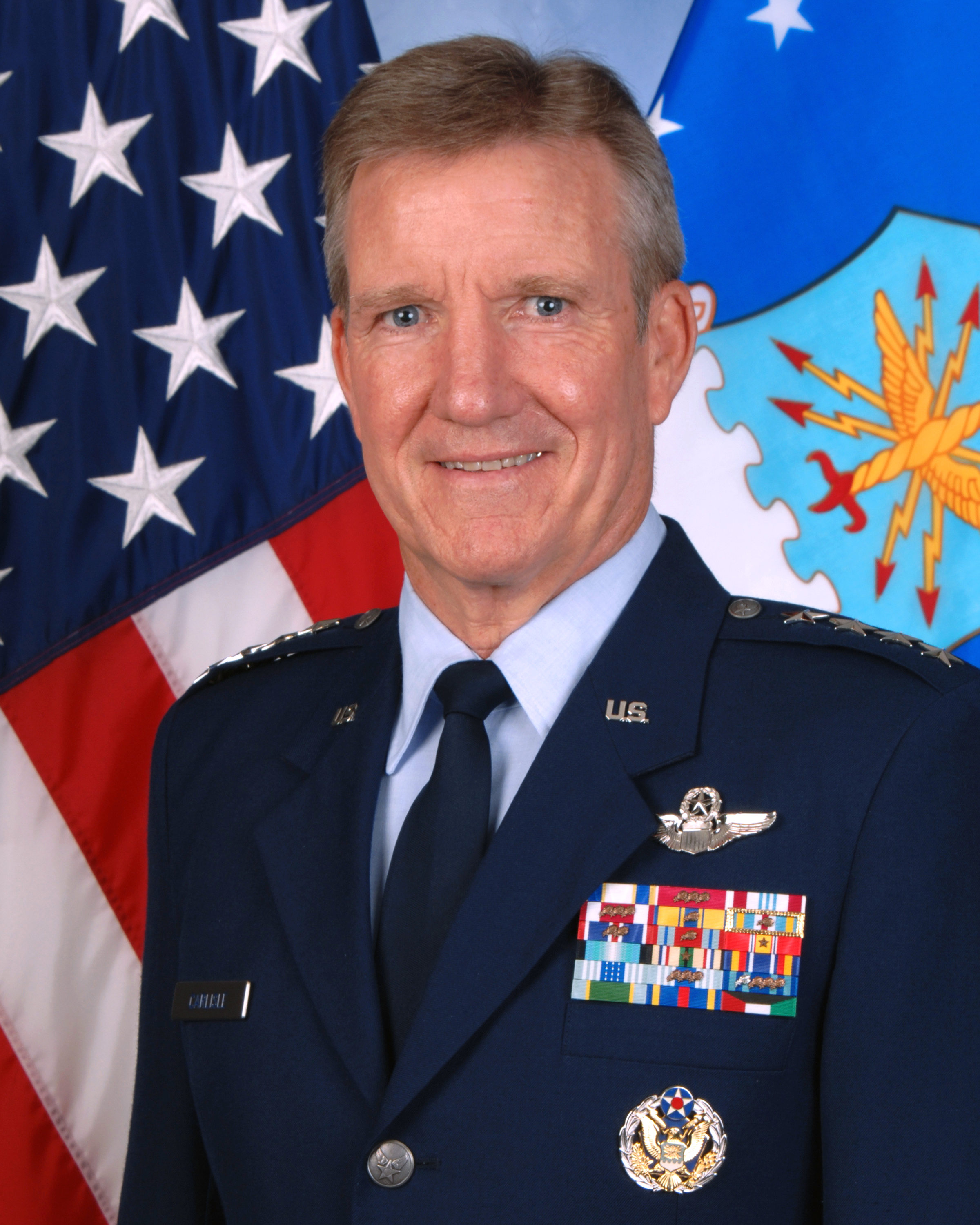
Herbert Carlisle (2014)

Herbert J. “Hawk” Carlisle (* 1957) ist ein US-amerikanischer Militärpilot und ehemaliger General der United States Air Force (USAF). Vom 4. November 2014 bis zum 10. März 2017 war er Befehlshaber des Air Combat Command (ACC), einem Hauptkommando der USAF mit Sitz auf der Langley Air Force Base, Virginia.
Zuvor kommandierte er vom 3. August 2012 an mit den Pacific Air Forces (PACAF) bereits ein dem U.S. Pacific Command (USPACOM) unterstelltes Hauptkommando der USAF.

## Ausbildung und Karriere
Carlisle trat der Air Force 1978 nach Abschluss eines Studiums an der U.S. Air Force Academy in Colorado Springs bei, wo er einen Bachelorabschluss in Mathematik erworben hatte, und diente nach absolvierter Pilotenausbildung bis Mitte der 1980er-Jahre in verschiedenen Verwendungen als Ausbilder. Nach seiner Beförderung zum Major (1989) erfüllte er während der '90er-Jahre als Offizier Kommandofunktionen auf Staffel- und Geschwaderebene, zuletzt zwischen 1998 und 2000 im Range eines Obersts als Kommandeur der 1st Operations Group auf der Langley Air Force Base, Virginia.
Als Pilot kam Carlisle während seiner Laufbahn auf über 3600 Flugstunden auf den Mustern T-38, F-15A/B/C/D und C-17A, in seiner Zeit beim 4477th Test and Evaluation Squadron (1986–88) auch auf den sowjetischen MiG-21 und MiG-23. Seine weitere Ausbildung umfasst einen Masterabschluss in Betriebswirtschaftslehre von der Golden Gate University (1988), außerdem verschiedene Lehrgänge und Weiterbildungen unter anderem am Army War College (1997), an der Syracuse University (2002), dem Massachusetts Institute of Technology (2005) und der George Washington University (2007).

### Dienst im Generalsrang

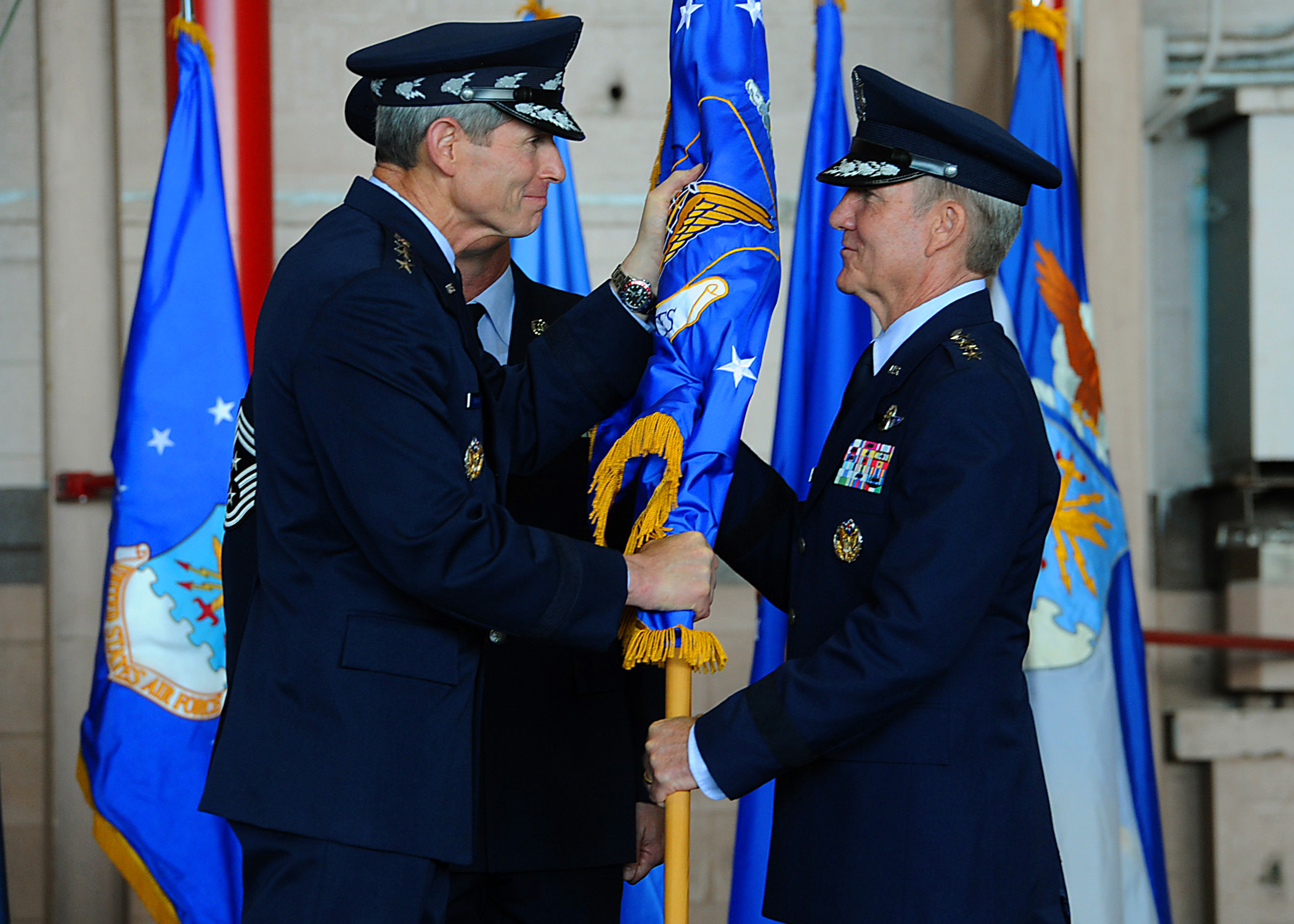
Carlisle (rechts) mit dem damaligen Vorsitzenden des Generalstabs der USAF, General Norton A. Schwartz, während der Kommandoübernahme über die PACAF am 3. August 2012

Im Mai 2005 wurde Carlisle zum Kommandanten des auf der Elmendorf Air Force Base, Alaska, stationierten 3rd Wing der 11th Air Force berufen und in dieser Stellung im August desselben Jahres zum Brigadegeneral befördert.
Im Juni 2007 erfolgte seine Versetzung ins Hauptquartier der USAF im Pentagon, zunächst drei Monate als Director, Operational Planning, Policy and Strategy, Deputy Chief of Staff for Air, Space and Information Operations, Plans and Requirements, dann ab November 2007 unter Beförderung zum Generalmajor als Director, Legislative Liaison im Stab des Secretary of the Air Force.
Von September 2009 an kommandierte er im Range eines Generalleutnants die 13. Luftflotte auf der Hickham Air Force Base, Hawaii, bevor er im Januar 2011 als Deputy Chief of Staff for Operations, Plans and Requirements noch einmal ins Pentagon zurückkehrte.
Am 23. Januar 2012 nominierte US-Präsident Barack Obama Carlisle für die Nachfolge von Gary L. North als Befehlshaber der PACAF. Der Senat bestätigte die Nominierung am 29. Juni, die Kommandoübergabe erfolgte schließlich am 3. August; Carlisles Beförderung zum General war bereits am Vortag erfolgt.
Am 4. November übernahm Carlisle die Nachfolge von General Gilmary Hostage, der in den Ruhestand trat, als Befehlshaber des ACC. Am 10. März 2017 gab er das Kommando seinerseits an General James M. Holmes ab.

## Beförderungen
| Rang               | Datum             |
| ------------------ | ----------------- |
| Second Lieutenant  | 31. Mai 1978      |
| First Lieutenant   | 31. Mai 1980      |
| Captain            | 31. Mai 1982      |
| Major              | 1. März 1989      |
| Lieutenant Colonel | 1. Juni 1993      |
| Colonel            | 1. September 1998 |
| Brigadier General  | 1. August 2005    |
| Major General      | 10. Dezember 2007 |
| Lieutenant General | 2. September 2009 |
| General            | 2. August 2012    |

## Auszeichnungen
Auswahl der Dekorationen, sortiert in Anlehnung an die Order of Precedence of Military Awards:
- Air Force Distinguished Service Medal
- Legion of Merit mit dreifachem Eichenlaub
- Defense Meritorious Service Medal
- Meritorious Service Medal mit dreifachem Eichenlaub
- Air Force Commendation Medal mit Eichenlaub
- Joint Meritorious Unit Award mit Eichenlaub
- National Defense Service Medal
- Southwest Asia Service Medal
- Global War on Terrorism Service Medal